# 圣方济各堂 (维也纳)

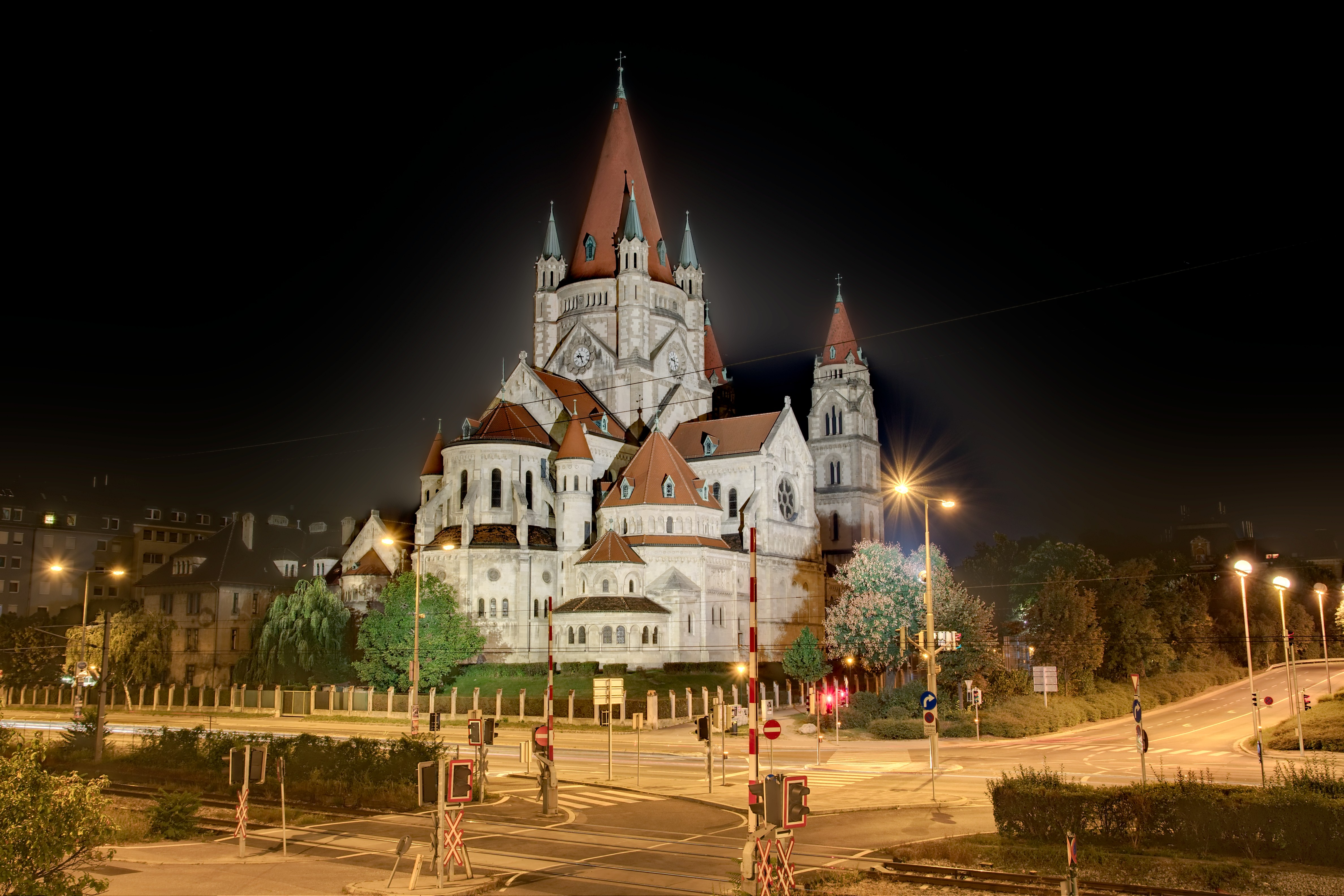
圣方济各堂

圣方济各堂（德語：Pfarrkirche zum heiligen Franz von Assisi），又名皇帝金禧教堂（德語：Kaiserjubiläumskirche）或墨西哥教堂 （德語：Mexikokirche），是奥地利首都维也纳的一座罗马天主教教堂，建于1898年到1910年，1913年11月2日祝圣。它坐落在维也纳第二区利奥波德城的墨西哥广场南端，靠近多瑙河，由圣三会管理。

## 历史
兴建此堂是为了庆祝弗朗茨·约瑟夫一世皇帝登基五十周年。建筑师维克多·伦茲在设计竞赛中获胜。罗曼式风格。
自2009年起，维也纳英语教徒每周在此举行弥撒。

## 伊丽莎白礼拜堂

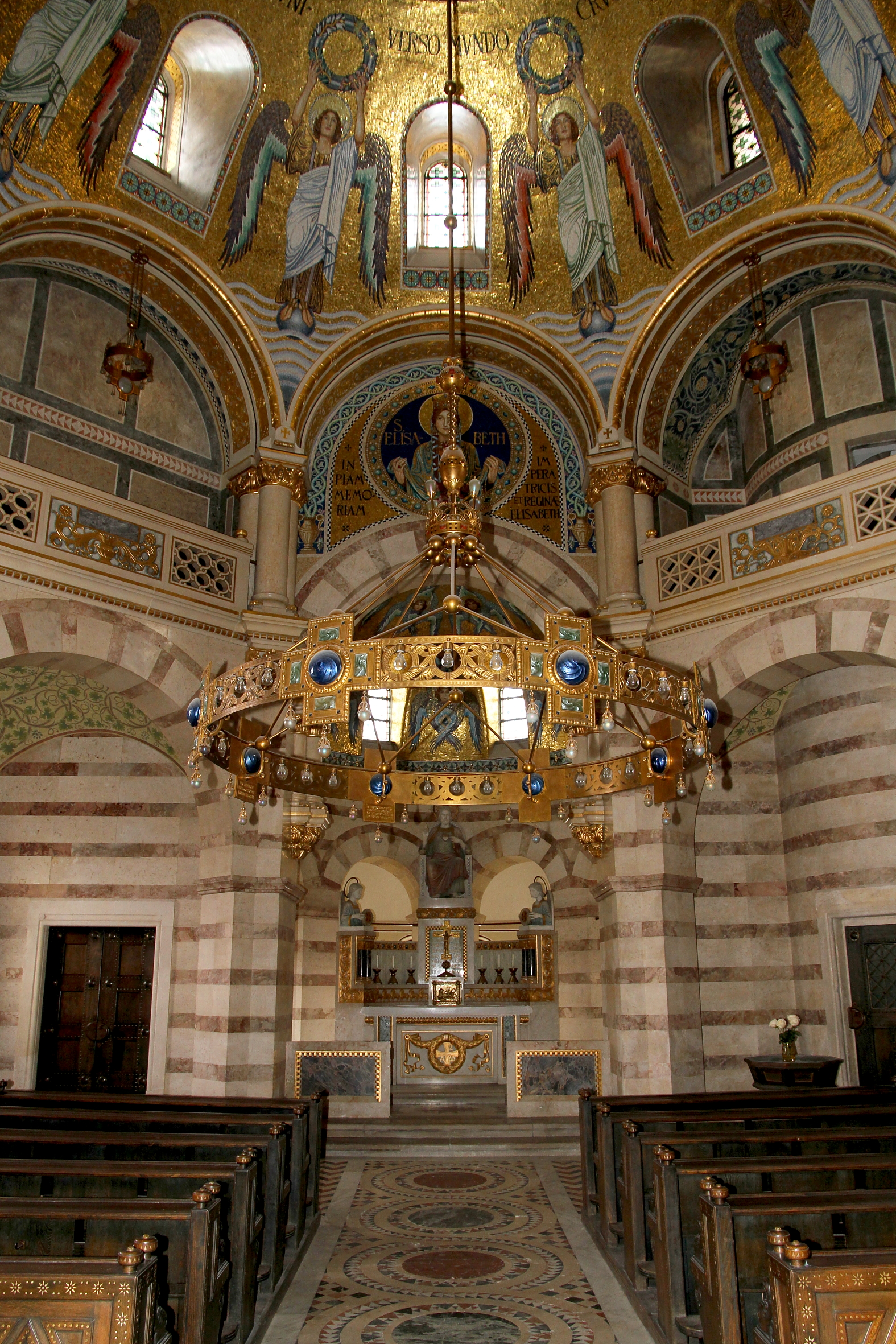
伊丽莎白礼拜堂

维也纳青年风风格的伊丽莎白礼拜堂（Elisabethkapelle）位于教堂的左侧，靠近唱经楼，高13.5米，平面布局为一个直径10米的八角形，系模仿了亚琛主教座堂的巴拉丁礼拜堂，而后者又是模仿了巴勒莫的巴拉丁礼拜堂。
1898年，意大利无政府主义者路易吉·盧切尼（Luigi Lucheni）在瑞士日内瓦湖畔刺杀了奧匈帝国的伊丽莎白皇后。为了纪念她，红十字会捐资建立了伊丽莎白礼拜堂，因为皇后是第一位保护者。礼拜堂完成于1907年，1908年6月10日祝圣。礼拜堂装饰着金色的马赛克，大理石墙壁。拱顶有匈牙利的圣伊丽莎白即图灵根伯爵夫人大型镶嵌画。

## 图片
- 墨西哥廣場
- 伊丽莎白小堂天花板细部
- 正祭台的天蓋
- 天花板细部
- 从帝国桥看教堂
- 室内全景